# Dekanat Lubaczów
Dekanat Lubaczów – jeden z 19 dekanatów w rzymskokatolickiej diecezji zamojsko-lubaczowskiej.

## Historia
W 1785 roku według projektu bpa Antoniego Betańskiego, zatwierdzonego przez Gubernium lwowskie, został utworzony dekanat lubaczowski, w którego skład weszły parafie z wydzielonego terytorium dekanatów:
- tarnogrodzkiego – Lubaczów, Cieszanów, Dzików, Horyniec, Łukawiec, Oleszyce.
- potylickiego – Lipsko, Narol,Niemirów, Płazów.

W 1787 roku władze zaboru austriackiego zmieniając granice diecezji, dekanaty lubaczowski i sokalski, włączyły do archidiecezji lwowskiej.
W 1944 roku dekanat został oddzielony od archidiecezji lwowskiej granicą państwową. 13 sierpnia 1946 roku abp Eugeniusz Baziak przybył do Polski i osiadł w Lubaczowie. W latach 1946–1992 Lubaczów był stolicą Administracji Apostolskiej, a kościół prokatedrą.
25 marca 1992 roku dekanat lubaczowski wszedł w skład nowo utworzonej diecezji zamojsko-lubaczowskiej.

## Parafie
- Basznia Dolna – pw. św. Andrzeja Boboli
  - Podlesie – kościół filialny
  - Borowa Góra – kościół filialny pw. Matki Bożej Częstochowskiej
  - Tymce – kościół filialny
- Bihale – pw. Opieki Najświętszej Maryi Panny Uzdrowienia Chorych
  - Nowa Grobla – kościół filialny pw. Najświętszego Serca Pana Jezusa
- Krowica Sama – pw. Przemienienia Pańskiego
  - Budomierz – kościół filialny pw. św. Teresy
  - Krowica Lasowa – kościół filialny
- Lisie Jamy – pw. Matki Bożej Fatimskiej
  - Wólka Krowicka – kościół filialny pw. Najświętszej Maryi Panny Matki Kościoła
- Lubaczów – pw. św. Karola Boromeusza
  - Antoniki – kościół filialny
- Lubaczów – pw. św. Stanisława (konkatedralna)
  - Dąbków – kościół filialny pw. Serca Jezusa
  - Dąbrowa – kościół filialny pw. św. Brata Alberta
- Łukawiec – pw. Objawienia Pańskiego (sanktuarium Matki Bożej Łukawieckiej)
  - Majdan – kościół filialny pw. św. Józefa Oblubieńca
  - Szczutków – kościół filialny pw. św. Wawrzyńca
- Młodów – pw. św. Marii Magdaleny
- Potok Jaworowski – pw. Trójcy Przenajświętszej
  - Kobylnica Wołoska – kościół filialny w cerkwi pw. Najświętszej Maryi Panny Królowej
- Załuże – pw. Opieki Matki Bożej